# Tilmann Wessel
Tilmann Wessel (zm. ok. 1430) – niemiecki duchowny katolicki, benedyktyn, biskup.

## Życiorys
Pochodził z Niemiec, gdzie przebywał w opactwie benedyktynów w Reinhausen koło Getyngi. 13 lipca 1410 roku został mianowany biskupem tytularnym krymskiego Sembalonu (Cembalo) i biskupem pomocniczym dla diecezji Hildesheim przez antypapieża Jana XXIII. Od 1412 roku pełnił funkcję biskupa pomocniczego wrocławskiego, na prośbę wrocławskiego ordynariusza, biskupa Wacława z Legnicy, któremu został polecony przez opata żagańskiego Ludolfa. Do dziś zachowały się jego przemówienia, wygłaszane podczas udzielania święceń kapłańskich w katedrze oraz na uroczystości roku kościelnego (od 1421) O jego erudycji świadczą liczne cytaty z Ojców Kościoła i filozofów starożytnych. W 1425 roku konsekrował kolegiatę Bożego Grobu w Legnicy. 
Zmarł około 1430 roku.